# Sven Roes

Sven Roes (Leeuwarden, 26 november 1999) is een Nederlands shorttracker.
Roes won een zilveren medaille met het Nederlandse aflossingsteam op de Wereldkampioenschappen shorttrack 2022 en de Europese kampioenschappen shorttrack 2020. In 2022 nam hij deel aan de Olympische Winterspelen. Hij werd Nederlands kampioen in 2020.

## Biografie
Toen Roes op jonge leeftijd met zijn moeder aan schaatsen was, zag hij in de binnenbaan shorttrackers snelle bochten draaien. Hij was meteen verknocht. Op zijn tiende begon hij zelf met shorttrack. Roes deed een MBO-opleiding ICT en ging daarna pizza's bakken en bezorgen, voordat hij professioneel sporter werd. Met zijn trainingsmaatje Steyn Land maakte hij video's op het YouTube-kanaal Broezn. Roes' grote doel is wereldkampioen worden op de 1500 meter en in de finale zijn idool Yoon-Gy Kwak verslaan.
In het seizoen 2017-2018 kreeg Roes te maken met blessureleed. Een in de zomer overbelaste knie noopte tot twee maanden rust. Toen hij in december weer helemaal terug was op het ijs, kreeg hij tijdens een StarClass-wedstrijd in Oberstdorf een duw, waardoor hij viel en een enkel verstuikte. Twee maanden later, bij de StarClass-wedstrijd in Heerenveen won hij het zilver. Weer een maand later, in maart 2018, werd hij voor het eerst Nederlands Kampioen bij de Junioren A door alle individuele afstanden te winnen en greep hij het zilver op de aflossing.
Roes plaatste zich voor de Olympische Winterspelen 2022 in Peking. Op de 1500 meter werd hij in de halve finale uitgeschakeld, waarna hij een vierde plaats behaalde in de b-finale. Met de aflossingsploeg strandde hij in de halve finale.
In het begin van het seizoen 2022-2023 bleek een heupoperatie nodig om een scheur in het labrum, het kraakbeen dat de kop en kom in het heupgewricht bij elkaar houdt, aan te pakken. Dankzij de blessure zou Roes het hele seizoen niet in actie komen.

## Persoonlijke records
| Afstand | Tijd         | Datum            | Locatie   |
| ------- | ------------ | ---------------- | --------- |
| 500 m   | 40,928 s     | 14 februari 2020 | Dordrecht |
| 1000 m  | 1:25,544 min | 22 oktober 2021  | Peking    |
| 1500 m  | 2:10,841 min | 9 februari 2022  | Peking    |
| 3000 m  | 4:53,472 min | 20 oktober 2019  | Bormio    |

## Resultaten

### Olympische Winterspelen & Wereld-, Europese en Nederlandse kampioenschappen
| Jaar | Evenement                    | Locatie                 | 500 meter | 1000 meter | 1500 meter | 3000 meter (superfinale) | Klassement | 5000 meter aflossing | 2000 meter gemengde aflossing |
| ---- | ---------------------------- | ----------------------- | --------- | ---------- | ---------- | ------------------------ | ---------- | -------------------- | ----------------------------- |
| 2019 | Nederlandse kampioenschappen | Heerenveen              | 15e       | Brons      | 8e         | Goud                     | Brons      | –                    | –                             |
| 2020 | Europese kampioenschappen    | Debrecen, Hongarije     | –         | –          | –          | –                        | –          | Zilver               | –                             |
| 2020 | Nederlandse kampioenschappen | Heerenveen              | 7e        | Zilver     | Goud       | Zilver                   | Goud       | –                    | –                             |
| 2022 | Olympische Winterspelen      | Pyeongchang, Zuid-Korea | –         | –          | 14e        | –                        | –          | 7e                   | –                             |
| 2022 | Wereldkampioenschappen       | Montreal, Canada        | –         | –          | –          | –                        | –          | Zilver               | –                             |
| 2022 | Nederlandse kampioenschappen | Heerenveen              | 14e       | 6e         | 14e        | –                        | 10e        | –                    | –                             |
| 2025 | Europese kampioenschappen    | Dresden, Duitsland      |           | 7e         | Zilver     |                          |            | PEN                  | –                             |

### Kampioenschappen shorttrack junioren
| Jaar | Evenement              | Locatie          | 500 meter | 1000 meter | 1500 meter | 3000 meter (superfinale) | Klassement | 3000 meter aflossing |
| ---- | ---------------------- | ---------------- | --------- | ---------- | ---------- | ------------------------ | ---------- | -------------------- |
| 2018 | NK Junioren A          | Utrecht          | Goud      | Goud       | Goud       | Goud                     | Goud       | Zilver               |
| 2019 | Wereldkampioenschappen | Montreal, Canada | –         | 6e         | 21e        | x                        | x          | Zilver               |

### Wereldbekermedailles
1500 meter
 Dresden, Duitsland: 2019/2020
5000 meter aflossing
 Dresden, Duitsland: 2019/2020
 Dordrecht, Nederland: 2019/2020
 Peking, China: 2021/2022
Bibi Arts · Teun Boer · Hugo Bosma · Zoë Deltrap · Friso Emons · Kay Huisman· Yara van Kerkhof · Niels Kingma · Sjinkie Knegt · Daan Kos · Itzhak de Laat · Diede van Oorschot · Selma Poutsma · Sven Roes · Suzanne Schulting · Bram Steenaart · Michelle Velzeboer · Xandra Velzeboer · Jens van 't Wout · Melle van 't Wout

Bondscoach: Niels Kerstholt

Assistent-coach: Kip Carpenter · Haralds Silovs